# OR11H2
OR11H2 (англ. Olfactory receptor family 11 subfamily H member 2) – білок, який кодується однойменним геном, розташованим у людей на 14-й хромосомі. Довжина поліпептидного ланцюга білка становить 326 амінокислот, а молекулярна маса — 36 531.
| 10         |  | 20         |  | 30         |  | 40         |  | 50         |
| ---------- |  | ---------- |  | ---------- |  | ---------- |  | ---------- |
| MCPLTLHVTG |  | LMNVSEPNSS |  | FAFVNEFILQ |  | GFSCEWTIQI |  | FLFSLFTTIY |
| ALTITGNGAI |  | AFVLWCDRRL |  | HTPMYMFLGN |  | FSFLEIWYVS |  | STVPKMLVNF |
| LSEKKNISFA |  | GCFLQFYFFF |  | SLGTSECLLL |  | TVMAFDQYLA |  | ICRPLLYPNI |
| MTGHLYAKLV |  | ILCWVCGFLW |  | FLIPIVLISQ |  | KPFCGPNIID |  | HVVCDPGPLF |
| ALDCVSAPRI |  | QLFCYTLSSL |  | VIFGNFLFII |  | GSYTLVLKAV |  | LGMPSSTGRH |
| KAFSTCGSHL |  | AVVSLCYSPL |  | MVMYVSPGLG |  | HSTGMQKIET |  | LFYAMVTPLF |
| NPLIYSLQNK |  | EIKAALRKVL |  | GSSNII     |  |            |  |            |

A: Аланін

C: Цистеїн

D: Аспарагінова кислота

E: Глутамінова кислота

F: Фенілаланін

G: Гліцин

H: Гістидин

I: Ізолейцин

K: Лізин

L: Лейцин

M: Метіонін

N: Аспарагін

P: Пролін

Q: Глутамін

R: Аргінін

S: Серин

T: Треонін

V: Валін

W: Триптофан

Кодований геном білок за функціями належить до рецепторів, g-білокспряжених рецепторів, білків внутрішньоклітинного сигналінгу. 
Локалізований у клітинній мембрані, мембрані.